# Robert Florigni
 (juin 2018).
Si vous disposez d'ouvrages ou d'articles de référence ou si vous connaissez des sites web de qualité traitant du thème abordé ici, merci de compléter l'article en donnant les références utiles à sa vérifiabilité et en les liant à la section « Notes et références ».

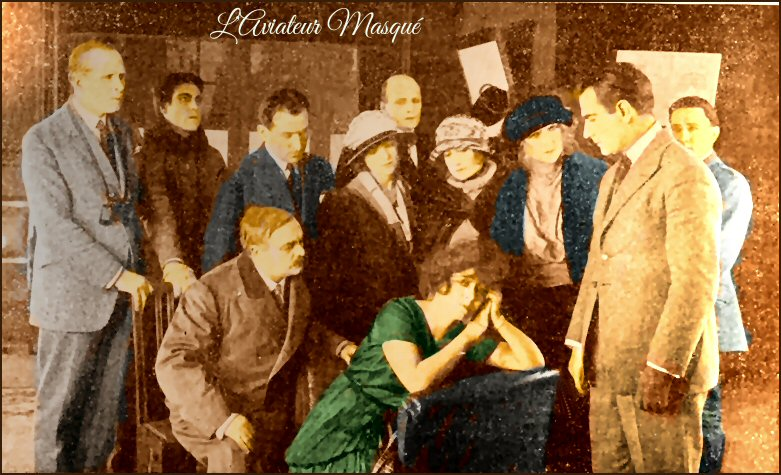
Une scène de L'Aviateur masqué, 2e épisode.

Pierre-Robert Florigni (également orthographié Florigny ; 1881-1945), était un écrivain français, auteur de romans populaires et de pièces de théâtre, écrites le plus souvent en collaboration. Il fut journaliste à La Petite Gironde mais également à Paris.
Il reçut la légion d'honneur le 12 août 1925 pour « plus de 25 années de pratique professionnelle et de services militaires (campagnes comprises) », selon le bulletin officiel du Ministère de l'Intérieur.

## Publications
- Frère d'espion (Cocorico), grand roman patriotique, avec Charles Vayre, Tallandier, Le Livre national, Romans populaires, no 91, 1916
- L'Amant de l'ingénue, avec Guy d'Abzac, L'Édition française illustrée, 1919
- Clara Spada, roman historique, avec Charles Vayre, Le Livre national, Tallandier, 1921
- L'Amoureux de Mady, roman dramatique, avec Charles Vayre, Tallandier, 1923
- Les Rodeurs de l'air, grand roman d'aventures, Tallandier, Cinéma-bibliothèque, no 70-71, 1923
- L'Aviateur masqué, grand roman dramatique, avec Charles Vayre, Tallandier, Cinéma-Bibliothèque, no 26, 1925
- Caprice royal, dramatique roman d'amour, avec Charles Vayre, Tallandier, 1925
- L'Héritière du rajah, grand roman d'aventures, avec Charles Vayre, Tallandier, Cinéma-Bibliothèque, éditions Jules Tallandier, 1925
- L'Amoureuse équipée, grand roman de cape et d'épée, avec Charles Vayre, Tallandier, 1926
- Sans-sol, dramatique roman d'amour, avec Charles Vayre, Tallandier, Le Livre national, Romans populaires, no 530, 1926
- Fille de Bohême, avec Charles Vayre, Tallandier, Romans célèbres de drame et d'amour, no 27, 1927
- La Voix du souvenir, roman inédit, Éditions SET, Les Meilleurs Romans populaires, no 26, 1927
- Lèvres closes, roman, avec Charles Vayre, Tallandier, Cinéma-bibliothèque, no 188, 1928
- Le Serment de Jacqueline, avec Charles Vayre, Tallandier, Le Livre national, Romans populaires, no 620, 1928
- Pour l'amour de Donna, avec Charles Vayre, Tallandier, Le Livre national, Romans populaires, no 667, 1928
- Aimée d'un prince, dramatique roman d'amour, avec Charles Vayre, Tallandier, 1928
- L'Argent du mort, Tallandier, Le Livre de Poche, no 140, 1930
- La Tigresse amoureuse, avec Charles Vayre, Tallandier, Le Livre national, Romans populaires, no 747, 1930
- Mordioux, roman de drame et d'amour, avec Charles Vayre, Tallandier, Le Livre national, Romans populaires, no 748, 1930
- Deux Cœurs de femme, Tallandier, Le Livre national, Romans populaires, no 953, 1930
- Mademoiselle Caïn, avec Charles Vayre, Tallandier, Le Livre national, Romans populaires, no 838, 1932
- Un joli garçon, Tallandier, Le Livre national, Romans populaires, no 839, 1932
- Le Prince rouge, avec Charles Vayre, Tallandier, Romans de cape et d'épée. Amour. Héroïsme. no 20, 1932
- Les Noces rouges, avec Charles Vayre, Tallandier, Romans de cape et d'épée. Amour. Héroïsme. no 81, 1932
- Une femme a disparu, roman-reportage, avec Charles Vayre, Tallandier, Criminels et Policiers, no 1, 1933
- Le Fou n° 15, avec Charles Vayre, Tallandier, Criminels et Policiers, nouvelle série, no 18, 1933
- Le Vampire de Clichy, avec Charles Vayre, Tallandier, Criminels et Policiers, nouvelle série, no 28, 1934
- L'Île heureuse, Éditions SEPIA, La Belle Aventure, no 14, 1937

Théâtre
- Césarine a des envies ! vaudeville en 1 acte, avec Guy d'Abzac, Bordeaux, 5 août 1917
- Cochonnette, ou la Dernière Place, comédie en 1 acte, avec Guy d'Abzac, Bordeaux, Trianon-Théâtre, décembre 1917
- Valentine et ses millions, comédie-vaudeville en 3 actes, Bordeaux, Trianon-Théâtre, 15 juin 1931